# 黄立功 (1955年)
黄立功（1955年2月—），男，中国天然气工程师，全国劳动模范，第十届全国人大代表。现任中国石油天然气股份有限公司海洋工程公司总经理。